# EL/M-2084

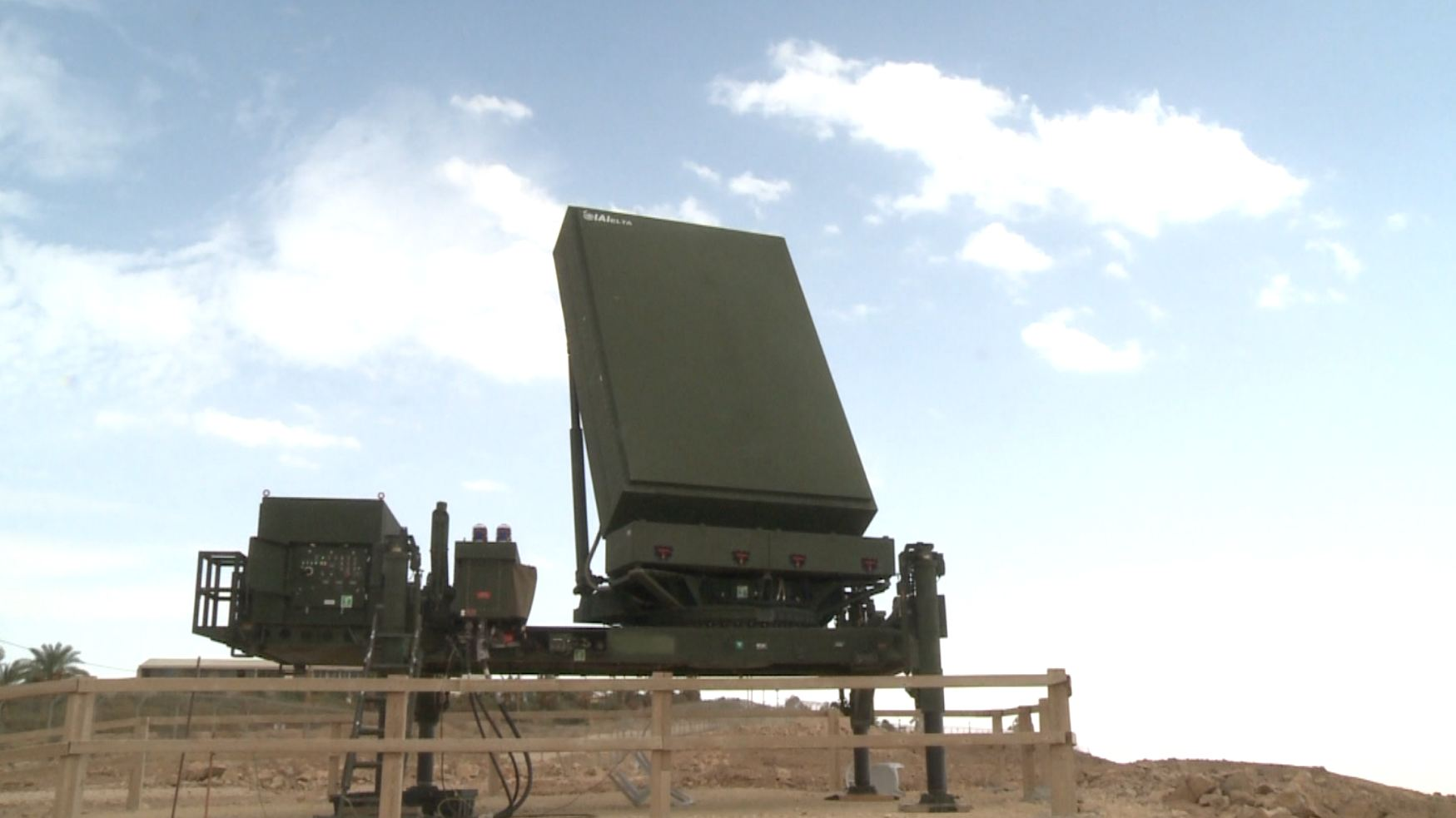
Anténa radaru EL/M-2084

EL/M-2084 Multi Mission Radar (MMR) je izraelský 3D radar s aktivním elektronickým snímáním, který představuje senzorovou jednotku protiletadlového systému SPYDER-MR. Radar EL/M-2084 operuje v pásmu S, v režimu sledování vzdušného prostoru vyhodnocuje až 1100 cílů a dokáže zachytit cíle ve vzdálenosti až 250 km. Ze stacionární pozice v režimu obrany před raketami a střelami radar pokrývá 120° azimut, zatímco při sledování letadel rotuje kolem své osy (360°) rychlostí 30 otáček za minutu.
Radar EL/M-2084 využívají protivzdušné systémy SPYDER, Iron Dome nebo David's Sling. Verzi WRL (Weapon Locating Radar) radaru EL/M-2084 zakoupila kanadská armáda. Osm radarů EL/M-2084 má Izrael ve spolupráci s českým obranným průmyslem dodat do roku 2023 jako náhradu zastaralých sovětských systémů, provozovaných 26. plukem velení, řízení a průzkumu Armády České republiky.